# Taiwanische Davis-Cup-Mannschaft
Die taiwanische Davis-Cup-Mannschaft repräsentiert die Republik China, die heute auf Taiwan beheimatet ist, bei internationalen Mannschaftswettbewerben im Tennis als Davis-Cup-Mannschaft von Chinese Taipei. Der Davis Cup ist der wichtigste Wettbewerb für Nationalmannschaften im Herren-Tennis, analog zum Fed Cup bei den Damen.

## Geschichte
Seit 1972 nimmt Taiwan am Davis Cup teil. 2005, 2006 und 2009 erreichte man mit der zweiten Runde der Asien/Ozeanien Gruppenzone I das bislang beste Ergebnis. Erfolgreichster Spieler ist Wang Yeu-tzuoo mit 22 Siegen, Rekordspieler mit 20 Teilnahmen innerhalb von 13 Jahren ist Hsu Huang-jung.